# Поєдинок (повість)
«Поєдинок» (рос. Поединок) — повість Олександра Купріна, опублікована в 1905 році. У повісті описується історія конфлікту молодого підпоручика Ромашова зі старшим офіцером, який розвивається на фоні зіткнення романтичного світогляду інтелігентного юнака зі світом глухого піхотного полку, з його провінційними звичаями, муштрою і вульгарністю офіцерського суспільства. Найзначніший твір у творчості Купріна.

Перше видання «Розмови» вийшло у світ із присвятою:
Максиму Горькому з почуттям щирої дружби і глибокої поваги автор присвячує цю повість.
За власним визнанням автора, вплив Горького визначив «все сміливе і буйне в повісті».

## Сюжет
Прийшовши з полкових занять, молодий підпоручик Георгій Олексійович Ромашов отримує лист із запрошенням від Раїси Олександрівни Петерсон, з якою він мав давній, набридливий зв'язок, але не приходить на зустріч, а лист рве. Замість цього, порушуючи дану собі обіцянку, підпоручик відправляється до Ніколаєвих (де часто буває), де мило розмовляє із Шурочкою, дружиною капітана Ніколаєва. Той готується вступати у військову академію і майже не бере участі у розмові.
На полковому балу Ромашов оголошує Раїсі Патерсон про розрив їхніх стосунків, на що та в обуренні говорить купу образ і клянеться мстити.
Наприкінці квітня Ромашов отримує лист від Олександри Ніколаєвої із запрошенням на пікнік на честь її іменин. На пікніку відбувається освідчення в коханні Шурочки і Ромашова. Одночасно з цим Олександра просить більше не приходити до них через те, що хтось надсилає її чоловікові брехливі анонімні листи про їхні зв'язки.
Під час огляду полку Ромашов зазнає провалу перед командуючим генералом через свою помилку, яка призвела до того, що стройовий порядок був втрачений. Головний герой глибоко переживає невдачі. Після того, що сталося, надлам у відношенні його з офіцерами ще посилився. На довершення всього він зустрічає Ніколаєва, який холодно говорить із ним про анонімні листи, що стосуються його дружини, і також просить не бувати більше у нього.
Після самогубства солдата в одній із рот у спільноті офіцерів спалахує пияцтво з особливо запеклою силою. Товариш Ромашова вмовляє його піти з ним в офіцерський клуб. Ближче до ранку відбувається конфлікт між Ніколаєвим і Ромашовим, що закінчується бійкою. Наступного дня офіцерський суд честі виносить рішення про те, що конфлікт не може бути закінчений примиренням і призначає час поєдинку.
Після довгої розмови зі своїм другом, Незнанським, Ромашов готовий відмовитися від дуелі й піти з полку, але, прийшовши додому, виявляє там Шурочку, яка просить не відмовлятися від дуелі, оскільки це зашкодить її чоловікові, який готується до вступу в академію Генерального штабу. Вона стверджує, що влаштує так, щоб нікого з дуелянтів не поранило. Перед відходом між ними відбувається любовна сцена.
Однак під час дуелі Ніколаєв ранить Ромашова в живіт, і той від отриманих ран помирає.

## Герої
- Юрій Олексійович Ромашов — підпоручик 6-ї роти
- Володимир Юхимович Ніколаєв — поручик
- Олександра Петрівна Ніколаєва (Шурочка) — дружина капітана Ніколаєва
- Шульгович — полковник, командир полку
- Василь Нилович Назанський — поручик, колишній бурсак
- Павло Павлович Вєткін, поручик 6-ї роти
- Лбов — підпрапорщик 6-ї роти
- Федоровський — поручик, полковий ад'ютант
- Раїса Олександрівна Петерсон — дружина капітана Петерсона, колишня коханка Ромашова
- Бек-Агамалов — ад'ютант
- Олізар — ад'ютант
- Лех — підполковник, член суду
- Мигунов — підполковник, голова офіцерського суду
- Іван Антонович Рафальський («Брем») — підполковник, командир 4-го батальйону, член суду
- Осадчий — капітан, командир 1-ї роти, член суду
- Діц — штабс-капітан
- Петерсон — капітан, член суду
- Дорошенко — штабс-капітан, полковий скарбник, член суду
- Дювернуа — капітан, член суду
- Плавський — штабс-капітан, лихвар
- Стельковський — капітан, командир 5-ї роти
- Адам Іванович Зегржт — багатодітний поручик-удівець
- Слива — капітан, командир 6-ї роти
- Шаповаленко — унтер-офіцер 6-ї роти
- Сіроштан — єфрейтор 6-ї роти
- Хлєбников — солдат 6-ї роти
- Гайнан — денщик Ромашова

## Прототипи образів повісті
У 1890 році, закінчивши військове училище, Купрін у чині підпоручика був зарахований до 46-го Дніпровського піхотного полку, що стояв у Подільській губернії, у місті Проскурові. У 1894 році Купрін вийшов у відставку. Проскурів того часу і полк легко впізнавані в повісті.

### Прототип міста
Відповідно до словника Брокгауза й Ефрона, «Проскурів у той час — повітове місто Подільської губернії, розташований на низинній рівнині, оточеній піднесеними пагорбами, при впаданні річки Плоскої в Буг; станція Південно-Західної залізниці. У 1897 р. жителів 22915 (13783 чол. і 9132 жін.). За даними 1896 р., православні становили 29,8 %, католики 30,1 %, євреї 39,5 %».
Опис Проскурова 1898 років і життя офіцера в ньому, відображені в мемуарах генерал-лейтенанта Генерального штабу А. С. Лукомського, у той час ад'ютанта штабу 12-ї піхотної дивізії, до якої входив 46-й полк Купріна:
|  | Дані про життя в Проскурові були не дуже втішні, і я відправився туди без особливого задоволення. Проскурів, як місто, справив на мене просто гнітюче враження. Це було скоріше брудне єврейське містечко, з однією тільки мощеною головною вулицею. ...Але взагалі життя в Проскурові і сам Проскурів мені страшно набридли, я просто став побоюватися, що можу спитися. А тут ще наближалася весна, і Проскурів став перетворюватися на непролазне болото. ...У ті вечори, в які я нікуди не ходив, я просто знемагав у будинку. Нападала така нудьга, що не хотілося і читати. Будь-куди йти «на вогник» не хотілося: знову горілка і карти. — А. С. Лукомський |

### Прототипи героїв
На думку біографа Купріна В. М. Афанасьєва,
…Вірність Купріна фактами біографії окремих офіцерів Дніпровського полку, що послужили йому прототипами, в деяких випадках просто вражаюча.
У цьому легко переконатися, зіставляючи, те, що говориться в повісті про полкових скарбників, членів полкового суду штабс-капітана Дорошенка, з офіційними даними послужного списку його можливого прототипу штабс-капітана Дорошевича.
 
Прототипом Бек-Агамалова являелся товариш по службі Купріна С. Бек-Бузаров.
Прототипом образу батальйонного ад'ютанта Олізара послужив інший товариш по службі Купріна — ад'ютант Оліфер Микола Костянтинович, «з нащадкових дворян Воронезької губернії», служив у Дніпровському полку з 1889 по 1897 рік, причому з початку служби і по 1894 рік був батальйонним ад'ютантом.
В автобіографії Купріна, що відноситься до 1913 року, розповідається про його зіткнення з командиром полку, Олександром Прокопович Байковським, причому старий полковник охарактеризований так, що мимоволі згадується командир полку, в якому служить Ромашов, — Шульгович. Купрін описав його у своїй автобіографії як «людину, в душі прекрасну, добру і навіть сентиментальну, але яка на службі прикидається: крикуном, бурбоном і грубіяном».

## Відгуки та критика
Максим Горький високо оцінив твір Купріна:
|  | Я вважаю, що це чудова повість, яка на всіх чесних, думаючих офіцерів повинна справити гарне враження — Максим Горький |

Повість Купріна вітав А. В. Луначарський, присвятивши їй велику статтю «Про честь» у журналі «Правда» восени 1905 року.
|  | Не можу також не звернути увагу читача на прекрасні сторінки Купріна — справжнє звернення до армії. Хочеться думати, що не один офіцер, прочитавши ці красномовні сторінки, ...почує в собі голос справжньої честі. — А. В. Луначарський |

За визначенням К. Паустовського, одна з найбільш хвилюючих сцен повісті — нічна зустріч біля залізниці Ромашова з Хлєбниковим: «одна з найкращих … в російській літературі».
На противагу позитивній оцінці, даній «Поєдинку», генерал-лейтенант П. А. Гейсман звинувачував Купріна у наклепі на армію, а також у замаху на підрив державного ладу.

## Переклади українською
- Олександр Купрін. Вибрані твори. Переклад з російської: ?. Київ, 1950.
- Олександр Купрін. Поєдинок. Переклад з російської: ?. Київ: Дніпро. 1981. 320 стор.
- Олександр Купрін. Вибрані твори. Переклад з російської: ?; вступне слово: С. В. Кучерявенко; упорядник: А. М. Михайляна. Київ: Україна, 2011. 477 стор. ISBN 978-966-524-398-4

## Екранізації
- «Поєдинок» — німий фільм-драма 1910 року, реж. Андре Метр.
- «Поєдинок» — фільм-драма 1957 року, реж. Володимира Петрова.
- «Шурочка» — фільм-драма 1982 року, реж. Йосипа Хейфіца.